# 谢绍明
谢绍明（1925年1月—2024年7月8日），男，陕西安定人，中华人民共和国政治人物，曾任第七、八届全国政协委员，“4821”成员之一。

## 家庭
父亲谢子长，子谢明。